# فهرست قنات‌های شهرستان کازرون
جدول زیر بر اساس آمار وزارت جهاد کشاورزی تهیه شده‌است. فهرست زیر قنات‌های شهرستان کازرون در استان فارس را نشان می‌دهد.
| نام قنات              | موقعیت                          | نزدیک‌ترین روستا   | طول قنات (متر) | تعداد میله چاه | عمق مادر چاه | دبی (لیتر بر ثانیه) | سطح زیر کشت (هکتار) |
| --------------------- | ------------------------------- | ----------------- | -------------- | -------------- | ------------ | ------------------- | ------------------- |
| آب تلخ                | بخش مرکزی شهرستان کازرون        | دریس              | ۱۸             | ۳۰۰            | ۲۰           | ۵                   | ۰                   |
| آب منگو               | بخش مرکزی شهرستان کازرون        | دریس              | ۳۰۰            | ۲۰             | ۲۰           | ۸                   | ۰                   |
| امامزاده ابوالحسن     | بخش کوهمره شهرستان کازرون       | امامزاده ابوالحسن | ۱۲۰            | ۱۰             | ۱۵           | ۴                   | ۷                   |
| برکتک                 | بخشی نامعلوم در شهرستان کازرون  | مرکزی             | ۱۳۰۰           | ۶۵             | ۵۰           | ۱۰                  | ۱۵                  |
| بیدام                 | بخشی نامعلوم در شهرستان کازرون  | مرکزی             | ۶۰۰            | ۲۰             | ۳۵           | ۵                   | ۰                   |
| حاج نجات              | بخش مرکزی شهرستان کازرون        | طالقانی           | ۴۰۰            | ۲۵             | ۲۰           | ۵                   | ۷                   |
| حاجی‌آباد غوری دو رشته | بخشی نامعلوم در شهرستان کازرون  | حاجی آباد         | ۳۰۰            | ۲۰             | ۱۵           | ۲۵                  | ۵۰                  |
| حسین‌آباد              | بخش بالاده شهرستان کازرون       | حسینی‌آباد         | ۱۰۰۰           | ۵۰             | ۳۵           | ۵                   | ۶                   |
| خیرات                 | بخشی نامعلوم در شهرستان کازرون  | مرکزی             | ۲۵۰۰           | ۱۲۰            | ۳۰           | ۵۰                  | ۲۰۰۰                |
| درونک                 | بخشی نامعلوم در شهرستان کازرون  | درونک             | ۲۵۰            | ۱۵             | ۱۵           | ۴                   | ۸                   |
| دشت برم               | بخش کوهمره شهرستان کازرون       | دشت برم           | ۱۳۰۰           | ۷۰             | ۴۰           | ۶                   | ۱۵                  |
| رباطک                 | بخشی نامعلوم در شهرستان کازرون  | رباطک             | ۲۵۰            | ۱۵             | ۲۵           | ۵                   | ۱۰                  |
| سرمشهد                | بخش بالاده شهرستان کازرون       | سرمشهد            | ۲۰۰            | ۱۵             | ۱۰           | ۶                   | ۰                   |
| سلطان‌آباد             | بخشی نامعلوم در شهرستان کازرون  | تله ده کوهک       | ۴۰             | ۲۵             | ۲۵           | ۲۵                  | ۴۰۰                 |
| شاه صالح              | بخشی نامعلوم در شهرستان کازرون  | شاه صالح          | ۱۰             | ۲۰             | ۱۵           | ۳                   | ۳۵۰                 |
| شاه قاسمی             | بخشی نامعلوم در شهرستان کازرون  | مرکزی             | ۱۰۰۰           | ۵۰             | ۵۵           | ۸                   | ۰                   |
| شیخی دو رشته          | بخشی نامعلوم در شهرستان کازرون  | شیخی              | ۵۰۰            | ۳۰             | ۱۵           | ۱۰                  | ۲۰                  |
| قرچه                  | بخشی نامعلوم در شهرستان کازرون  | مرکزی             | ۸۰۰            | ۵۰             | ۴۰           | ۱۲                  | ۰                   |
| قندیل                 | بخش چنار شاهیجان شهرستان کازرون | قندیل             | ۱۲۰            | ۱۲             | ۲۵           | ۳                   | ۲۰                  |
| مبارک‌آباد             | بخشی نامعلوم در شهرستان کازرون  | مرکزی             | ۲۲۰۰           | ۱۰۰            | ۳۵           | ۱۲                  | ۳۰                  |
| مرشدآباد              | بخشی نامعلوم در شهرستان کازرون  | مرکزی             | ۲۴۰۰           | ۱۲۰            | ۳۰           | ۲۵                  | ۶۰۰                 |
| مهدی‌آباد              | بخش مرکزی شهرستان کازرون        | عسکرآباد          | ۷۰۰            | ۴۰             | ۳۵           | ۷                   | ۱۰                  |
| نورآباد               | بخشی نامعلوم در شهرستان کازرون  | تل ده کوهک        | ۸۰۰            | ۵۰             | ۲۰           | ۱۰                  | ۲۰                  |
| نیک                   | بخشی نامعلوم در شهرستان کازرون  | مرکزی             | ۸۰۰            | ۴۵             | ۴۰           | ۵                   | ۰                   |
| پایون                 | بخش کوهمره شهرستان کازرون       | پایون             | ۱۰۰۰           | ۵۰             | ۳۵           | ۵                   | ۷                   |
| پل آبگینه             | بخش مرکزی شهرستان کازرون        | پل آبگینه         | ۴۰۰            | ۲۵             | ۲۵           | ۳۰                  | ۱۰۰                 |
| گاوکشک                | بخش کوهمره شهرستان کازرون       | گاوکشک            | ۲۰۰            | ۱۰             | ۱۵           | ۱۰                  | ۱۵                  |
| گرگدان                | بخش کوهمره شهرستان کازرون       | گرگدان            | ۳۵۰            | ۲۰             | ۲۰           | ۷                   | ۱۰                  |
| گرگدان برمکون         | بخش کوهمره شهرستان کازرون       | گرگدان            | ۴۰۰            | ۲۵             | ۲۰           | ۹                   | ۱۵                  |